# Agathymus remingtoni
Agathymus remingtoni is een vlinder uit de familie van de dikkopjes (Hesperiidae). De wetenschappelijke naam van de soort is voor het eerst geldig gepubliceerd in 1958 door Stallings & Turner.